# シャーリーン・ティルトン
シャーリーン・ティルトン (Charlene L. Tilton、1958年12月1日 - ) は、アメリカ合衆国の女優、歌手。連続テレビドラマ『ダラス』のJ.R.ユーイング（ラリー・ハグマン）とボビー・ユーイング（パトリック・ダフィ）の姪のルーシー・ユーイング役で最も良く知られる。

## 経歴
初期の頃、『ハッピーデイズ』や『Eight Is Enough』などの連続テレビドラマに出演していた。1976年、『フリーキー・フライデー』(1976年)でジョディ・フォスターと共演して映画デビューした。1978年、ジョン・ミリアス監督の映画『ビッグ・ウェンズデー』にカメオ出演した。1978年から1985年、および1988年から1990年、連続テレビドラマ『ダラス』でジム・デイヴィス演じるジョックとバーバラ・ベル・ゲデス演じるミス・エリ―の孫で狡猾で口うるさく怒りっぽいルーシー・ユーイング役を演じて大ブレイクした。1980年、スピンオフの『Knots Landing』の1エピソードに出演した。『ダラス』での人気が最高潮であった時期、1エピソードの出演料が5万ドルとなり、500冊もの雑誌の表紙に登場し、1981年の結婚式のエピソードでは6,500万人が視聴したとされる。
1978年の『ダラス』のエピソード「"Runaway"」ではグレッグ・エヴィガンがゲスト出演し、ティルトンは歌を披露した。1984年、ダンス・ポップ・シングル「"C'est la Vie"」をリリースし、アメリカ国内ではそれほどでもなかったがヨーロッパの複数の国々でヒットした。1979年および1991年、『Circus of the Stars』に出演し、うち1回は金色のビキニでナイフ投げの標的となった。また『ファミリー・フュード』、『Battle of the Network Stars』、『Hollywood Squares』、『Pyramid』、『1 vs. 100』、『Catch 21』などのゲーム番組に出演した。1979年から1982年に放送された『Match Game』にパネリストとして出演し、1996年、リバイバル『MG2』パイロット版の司会を務めたが放送されなかった。
1981年2月21日、『サタデー・ナイト・ライブ』にゲスト司会者として出演し、『ダラス』の有名なエピソードである「"Who shot J.R.?"」のパロディが行なわれた。キャストのチャールズ・ロケットがゲイル・マティウスとカップル役を演じ、犬を洗っている時に胸を撃たれるネタが放送された。放送終了間近のお別れメッセージの際、ティルトンはロケットに撃たれた感想を聞いた。ロケットはアドリブで「生まれて初めて撃たれた。誰が撃ったか知りたい」と語った。この時Fワードを使用したことから連邦通信委員会が定める放送規格に反するとして番組を降板となった。
1990年代、ワークアウト器具のアブドミナイザーのテレフォン・ショッピング番組に数多く出演した。シットコム『Married... with Children』のエピソード「"Tis Time to Smell the Roses"」に本人役で出演し、アブドミナイザーのネタを披露した。他に『羊たちの沈没』(1994年)、『スーパーヒーロームービー!! -最'笑'超人列伝-』(2008年)、『Paranormal Calamity』(2010年)などのパロディにも出演している。2005年、イギリスのリアリティ番組『The Farm』に出演した。
2001年、ヤング・アーティスト・ファンデーションよりオリジナルの連続テレビドラマ『ダラス』のルーシー・ユーイング役の元子役として功労賞を受賞した。2012年1月、イギリスのアイススケート番組『ダンシング・オン・アイス』シーズン7に出演し、アメリカのフィギュアスケーターのマシュー・ゴンザレスとペアを組んだ。12週中5週目で投票により落選した。
2012年、TNTの『ダラス』リバイバルに出演し、複数のエピソードでルーシー・ユーイング役を再演した。

## 私生活
1958年12月1日、カリフォルニア州サンディエゴにて事務員のキャサリン・タッカーの娘として生まれた。父親不在で育ち、経済的余裕はなかった。
身長はおよそ4' 11" (1.50 m)である。
1982年から1984年、カントリー歌手のジョニー・リーと結婚していた。1982年に誕生した娘チェリッシュ・リーのもとに孫息子が2人いる。2001年、撮影技師のチェディ・ハートと交際を始めた。カリフォルニア州オックスナードの質素な家で同居し、ボートを共通の趣味としていたが、ハートは54歳で心不全で突然死した。
ティルトンはメディアで自閉症啓発を強く訴えている。自閉症の子供や大人の即興を含む演技のワークショップを開催する組織であるアクターズ・フォー・オーティズムの大使を務めている。2010年にティルトンからアクターズ・フォー・オーティズムにボランティアの熱意を伝え、以来アクターズ・フォー・オーティズムに関わり続けている。

## ラリー・ハグマンとの友好
高校生の頃、若く無名の女優であったティルトンはラリー・ハグマンと出会い、父親のように慕うようになった。17歳の頃、『ダラス』のオーディションでハグマンの気難しい姪であるルーシー・ユーイング役を勝ち取った。ティルトンが一旦降板する1985年までの8年間、撮影所内外で仲が良く、カメラのない所で共に踊ることもあった。シーズン8終了時、ティルトンの契約が終了して降板するとハグマンは非常に落胆した。1988年にティルトンが語ったところによると、ハグマンは電話で「これまで気付かなかったけれども良い女優となった」と語り、ティルトンはハグマンがティルトンの復帰を働きかけたのではないかと考えた。1988年に復帰し、最終回より1シーズン前の1990年までの2シーズン出演した。『ダラス』以降も良好な関係が続き、叔父役であったハグマンの健康をとても気にしていた。1995年、ハグマンは肝臓がんと診断され、肝臓移植後に一命をとりとめた。複数の『ダラス』再会番組が製作されたが、出演したのは2004年の『Dallas Reunion: The Return to Southfork』のみである。
2001年9月、ハグマンの70歳の誕生会に『ダラス』出演者として唯一出席した。11年後の2012年、『ダラス』リバイバル版にハグマンと共に出演したのが最後の共演となった。2012年11月23日、ハグマンが骨髄異形成症候群に伴う合併症により亡くなり、ティルトンは悲嘆し、葬式にも出席した。ハグマンの死に際し、ティルトンは「17歳の時、夢のような転機が訪れた。大ヒットするドラマ『ダラス』のルーシー・ユーイング役に配役された。私にとって単なるテレビ番組ではなく、家族であった。精神的に弱ったシングルマザーのもとで父の存在なくして育った。15歳からアパートで一人暮らしをしていた。ラリー・ハグマンと出会った時のことを昨日のように覚えている。叔父役のラリーは私がずっと必要としていた父親のようになった。ラリーは私にプロの役者であること、勤勉であること、それと同時に楽しむこと、恵まれた機会に感謝することを教えてくれた。若かった私にラリーは過保護であったが、『ダラス』の撮影所では私に最高の演技を求めた。ラリーは世界でも最高の俳優の1人であった。私にとってはこれからもずっとラリー叔父さんで居続ける。とても悲しいが、彼との思い出をずっと大切にしていきたい」と語った。

## フィルモグラフィ

### 映画
| 年   | 題                                                          | 役                     | 特記            |
| ---- | ----------------------------------------------------------- | ---------------------- | --------------- |
| 1976 | フリーキー・フライデー Freaky Friday                        | Bambi                  |                 |
| 1978 | Sweater Girls                                               | Candy                  |                 |
| 1978 | ビッグ・ウェンズデー Big Wednesday                          | Party Girl             |                 |
| 1980 | Pale Horse Pale Rider                                       | Miranda                | Short film      |
| 1990 | Law at Randado                                              | Edith Hanasain         |                 |
| 1991 | プロブレム・チャイルド2 Problem Child 2                     | Debbie Claukinski      |                 |
| 1991 | Ragin' Cajun                                                | Ali Webster            |                 |
| 1991 | For Parents Only                                            | Mrs. Farell            |                 |
| 1992 | Deadly Bet                                                  | Isabella               |                 |
| 1992 | Center of the Web                                           | Kathryn Lockwood       |                 |
| 1994 | 羊たちの沈没 The Silence of the Hams                        | Jane Wine              |                 |
| 1996 | Detonator                                                   | Gail Davies            |                 |
| 2000 | Guido Takes a Hike                                          | Bartender              | Short film      |
| 2001 | Totally Blonde                                              | Blonde School Director |                 |
| 2003 | Dickie Roberts: Former Child Star                           | Charlene Tilton        |                 |
| 2005 | A Distant Thunder                                           | Susan                  | Short film      |
| 2006 | Getting It Straight                                         | Cynthia Rosenburg      | Short film      |
| 2008 | Tell Veronica                                               | Veronica Star          |                 |
| 2008 | スーパーヒーロームービー!! -最'笑'超人列伝- Superhero Movie | Jill's Mother          |                 |
| 2009 | The Fish                                                    | Charlene Tilton        |                 |
| 2009 | Sarah's Choice                                              | Michelle Biden         | Direct-to-video |
| 2010 | Paranormal Calamity                                         | Jacquiline             |                 |
| 2010 | #1 Cheerleader Camp                                         | Charlene Tilton        | Direct-to-video |
| 2010 | Mean Parents Suck                                           | Jean Farell            |                 |
| 2011 | Doctor Spine                                                | Aunt Sally             |                 |
| 2012 | Edge of Salvation                                           | Sarah Malone           |                 |
| 2012 | Hemingway                                                   | Mrs. Hemingway         |                 |
| 2013 | Buttwhistle                                                 | Mrs. Podgorney         |                 |
| 2013 | Lucky Dog                                                   | Jeanie                 |                 |
| 2014 | Not Another Celebrity Movie                                 | Chef                   |                 |
| 2017 | ヴェンジェンス Vengeance: A Love Story                      | Mrs. Irma Fick         |                 |
| 2017 | Road Less Traveled                                          | Babs                   |                 |
| 2020 | A Welcome Home Christmas                                    | Mom Lynn               |                 |

### テレビ
| 年                   | 題                                           | 役                          | 特記 |
| -------------------- | -------------------------------------------- | --------------------------- | --- |
| 1976                 | ハッピーデイズ Happy Days                    | Jill Higgins                | Episode: "They Shoot Fonzies, Don't They?" |
| 1977                 | Eight Is Enough                              | Wendy Springer              | Episode: "Women, Ducks and the Domino Theory" |
| 1978–85 1988–90 1991 | ダラス Dallas                                | Lucy Ewing Cooper           | Series regular, 246 episodes Young Artist Award for Best Juvenile Actress in a TV Series or Special (1979) Young Artist Award Former Child Star Lifetime Achievement Award (2001) TV Land Pop Culture Award (2006) |
| 1979                 | Diary of a Teenage Hitchhiker                | Julie                       | TV Movie |
| 1979                 | The Fall of the House of Usher               | Jennifer Cresswell          | TV Movie |
| 1980                 | Knots Landing                                | Lucy Ewing                  | Episode: "Home is for Healing" |
| 1980                 | Laverne & Shirley                            | The Girl at Bar             | Episodes: "Murder on the Moose Jaw Express: Part 1 and Part 2" |
| 1980                 | Fantasy Island                               | Charlotte 'Charlie' Johnson | Episode: "Skater's Edge/Concerto of Death/The Last Great Race" |
| 1981                 | サタデー・ナイト・ライブ Saturday Night Live | Herself – Host / Various    | Episode: "Charlene Tilton/Todd Rundgren/Prince" |
| 1983                 | Hotel                                        | Holly Lane                  | Episode: "Relative Loss" |
| 1980–87              | The Love Boat                                | Various                     | 4 episodes |
| 1987                 | ジェシカおばさんの事件簿 Murder, She Wrote   | Cindy March                 | Episode: "The Cemetery Vote" |
| 1993                 | Married... with Children                     | Herself                     | Episode: "Tis Time to Smell the Roses" |
| 1995                 | Favorite Deadly Sins                         | Norma Jean                  | TV Movie |
| 1995                 | Star Witness                                 | Grace Kelly                 | TV Movie |
| 1998                 | Safety Patrol                                | Mrs. Zapruder               | TV Movie |
| 2000                 | The Theory of Everything                     | Stephanie                   | TV Movie |
| 2000                 | Bar Hopping                                  | Actress                     | TV Movie |
| 2004                 | Dallas Reunion: The Return to Southfork      | Herself / Lucy Ewing        | TV Special |
| 2007                 | Point of Entry (AKA Panic Button)            | Helen                       | TV Movie |
| 2010                 | RuPaul's Drag U                              | Herself/Makeover Model      | Episode: "A Star is Born Again" |
| 2012–14              | Dallas                                       | Lucy Ewing                  | 6 episodes |
| 2013                 | DeVanity                                     | Francesca DeVanity          | Web series, Guest Star in episode 3.6 |
| 2013                 | Reading, Writing & Romance                   | Penny                       | TV Movie |